# VM i tennis på overdækket bane
Verdensmesterskaberne i tennis på overdækket bane blev afholdt i 1913 og i perioden 1919–23. Mesterskaberne blev hvert år afholdt et nyt sted og blev spillet indendørs på trægulv som underlag. De var åbne for alle amatørspillere fra hele verden og var en del af tre verdensmesterskaber, som det nydannede International Lawn Tennis Federation (ILTF) officielt anerkendte fra 1913 til 1923. De to andre, VM i tennis på græsbane i form af Wimbledon-mesterskaberne i London og VM i tennis på hardcourt, der blev afholdt i Paris, bortset fra i 1922, hvor de blev spillet i Bruxelles, kunne retfærdiggøre titlerne som verdensmesterskaber, mens VM på overdækket bane havde problemer med at tiltrække andre topspillere end de europæiske, og derfor blev mesterskabet anset for det mindst prestigefyldte af de tre verdensmesterskaber.
US National Championships var ikke et officielt ILTF-verdensmesterskab, men det blev af nogle regnet for en turnering med samme status som verdensmesterskaberne.
VM på overdækket bane blev nedlagt af ILTF, da Australasian Championships blev opgraderet til et "major championship" i 1924. Og da United States Lawn Tennis Association blev optaget i ILTF samme år, blev også US Championships opgraderet til "major championship".

## Turneringer og spillesteder
| År   | Spillested                   | By                     | Datoer             | Underlag |
| ---- | ---------------------------- | ---------------------- | ------------------ | -------- |
| 1913 | Kungliga Lawn Tennis Klubben | Stockholm, Sverige     | 2. - 8. november   | Trægulv  |
| 1919 | Sporting Club de Paris       | Paris, Frankrig        | 15. - 23. november | Trægulv  |
| 1920 | Queen's Club                 | London, Storbritannien | 10. - 20. oktober  | Trægulv  |
| 1921 | Kjøbenhavns Boldklub         | København, Danmark     | 2. - 10. april     | Trægulv  |
| 1922 | ?                            | Sankt Moritz, Schweiz  | 16. - 25. februar  | Trægulv  |
| 1923 | Palacio de la Industria      | Barcelona, Spanien     | 1. - 11. februar   | Trægulv  |

## Vindere og finalister

### Herresingle
| År      | Mester                                            | Finalist                                          | Resultat                                          |
| ------- | ------------------------------------------------- | ------------------------------------------------- | ------------------------------------------------- |
| 1913    | Anthony Wilding                                   | Maurice Germot                                    | 5–7, 6–2, 6–3, 6–1                                |
| 1914-18 | Ingen mesterskaber på grund af første verdenskrig | Ingen mesterskaber på grund af første verdenskrig | Ingen mesterskaber på grund af første verdenskrig |
| 1919    | André Gobert                                      | Max Decugis                                       | 6–3, 6–2, 6–2                                     |
| 1920    | Gordon Lowe                                       | Walter C. Crawley                                 | 6–2, 6–3, 6–1                                     |
| 1921    | William Laurentz                                  | Alfred Beamish                                    | 6–2, 6–4, 6–2                                     |
| 1922    | Henri Cochet                                      | Jean Borotra                                      | 4–6, 2–6, 6–3, 6–2, 6–0                           |
| 1923    | Henri Cochet                                      | John B. Gilbert                                   | 6–4, 7–5, 6–4                                     |

### Damesingle
| År      | Mester                                            | Finalist                                          | Resultat                                          |
| ------- | ------------------------------------------------- | ------------------------------------------------- | ------------------------------------------------- |
| 1913    | Helen Aitchison                                   | Katie Gillou-Fenwick                              | 6–4, 6–2                                          |
| 1914-18 | Ingen mesterskaber på grund af første verdenskrig | Ingen mesterskaber på grund af første verdenskrig | Ingen mesterskaber på grund af første verdenskrig |
| 1919    | Dorothy Holman                                    | Germaine Golding                                  | 6–3, 6–4                                          |
| 1920    | Geraldine Beamish                                 | Kitty McKane                                      | 6–2, 5–7, 9–7                                     |
| 1921    | Elsebeth Brehm                                    | Ebba Meyer                                        | 6–2, 6–4                                          |
| 1922    | Germaine Golding                                  | Jeanne Vaussard                                   | 6–2, 7–5                                          |
| 1923    | Kitty McKane                                      | Geraldine Beamish                                 | 6–3, 4–6, 6–2                                     |

### Herredouble
| År      | Mester                                            | Finalist                                          | Resultat                                          |
| ------- | ------------------------------------------------- | ------------------------------------------------- | ------------------------------------------------- |
| 1913    | Max Decugis Maurice Germot                        | Curt Bergmann Heinrich Kleinschroth               | 7–5, 2–6, 7–9, 6–3, 6–1                           |
| 1914-18 | Ingen mesterskaber på grund af første verdenskrig | Ingen mesterskaber på grund af første verdenskrig | Ingen mesterskaber på grund af første verdenskrig |
| 1919    | André Gobert William Laurentz                     | Nicolae Mishu H. Portlock                         | 6–1, 6–0, 6–2                                     |
| 1920    | Percival Davson Theodore Mavrogordato             | Alfred Beamish Francis Fisher                     | 4–6, 10–8, 13–11, 3–6, 6–3                        |
| 1921    | Maurice Germot William Laurentz                   | Povl Henriksen Erik Tegner                        | 6–3, 6–2, 3–6, 6–3                                |
| 1922    | Henri Cochet Jean Borotra                         | Charles Martin Arman C. Simon                     | 2–6, 6–2, 6–1, 6–4                                |
| 1923    | Henri Cochet Jean Couiteas                        | Leif Rovsing Erik Tegner                          | 6–1, 6–1, 7–5                                     |

### Damedouble
| År      | Mester                                            | Finalist                                          | Resultat                                          |
| ------- | ------------------------------------------------- | ------------------------------------------------- | ------------------------------------------------- |
| 1913    | Intet mesterskab i damedouble                     | Intet mesterskab i damedouble                     | Intet mesterskab i damedouble                     |
| 1914-18 | Ingen mesterskaber på grund af første verdenskrig | Ingen mesterskaber på grund af første verdenskrig | Ingen mesterskaber på grund af første verdenskrig |
| 1919    | Geraldine Beamish Kitty McKane                    | Dorothy Holman Phyllis Howkins Covell             | 6–3, 6–4                                          |
| 1920    | Geraldine Beamish Kitty McKane                    | Doris Craddock Irene Bowder Peacock               | 6–3, 7–5                                          |
| 1921    | Elsebeth Brehm Ebba Meyer                         | Vera Forum Jutta Steenberg                        | 6–2, 4–6, 6–2                                     |
| 1922    | Germaine Golding Jeanne Vaussard                  | Yvonne Bourgeois Canivet                          | w.o.                                              |
| 1923    | Geraldine Beamish Kitty McKane                    | Germaine Golding Jeanne Vaussard                  | 6–1, 6–1                                          |

### Mixed double
| År      | Mester                                            | Finalist                                          | Resultat                                          |
| ------- | ------------------------------------------------- | ------------------------------------------------- | ------------------------------------------------- |
| 1913    | Max Decugis Kate Gillou-Fenwick                   | Gunnar Setterwall Sigrid Fick                     | 7–5, 12–10                                        |
| 1914-18 | Ingen mesterskaber på grund af første verdenskrig | Ingen mesterskaber på grund af første verdenskrig | Ingen mesterskaber på grund af første verdenskrig |
| 1919    | Max Decugis Geraldine Beamish                     | William Laurentz Germaine Golding                 | 6–3, 6–3                                          |
| 1920    | Francis Fisher Irene Bowder Peacock               | Stanley Doust Kitty McKane                        | w.o.                                              |
| 1921    | Erik Tegner Elsebeth Brehm                        | Harald T. Waagepetersen Agnete Goldschmidt        | 6–2, 6–2                                          |
| 1922    | Jean Borotra Germaine Golding                     | Max Decugis Jeanne Vaussard                       | 6–3, 6–4                                          |
| 1923    | Walter Crawley Kitty McKane                       | John Gilbert Geraldine Beamish                    | 4–6, 6–2, 6–3                                     |